# 20th Television
20th Television (v letech 1949–1958 TCF Television Productions, 1958–2020 20th Century Fox Television) je americká televizní produkční společnost, součást Walt Disney Television v rámci The Walt Disney Company. Do roku 2019, kdy bylo studio 20th Century Fox odkoupeno Disneym, byla rovněž produkčním odvětvím televizní sítě Fox Broadcasting Company, která naopak přešla do majetku Fox Corporation.
Společnost byla založena v roce 1949 jako TCF Television Productions, přičemž tento název využívala do roku 1958. 20th Century Fox Television produkovala či produkuje množství známých televizních seriálů, jako jsou např. M*A*S*H, Glee, Jak jsem poznal vaši matku, Sběratelé kostí, Griffinovi, 24 hodin, Taková moderní rodinka, Americký táta, Buffy, přemožitelka upírů, Futurama, Nová holka, Akta X a Simpsonovi.
Původní 20th Television byla distribuční odnoží 20th Century Fox Television. Založena byla v roce 1989 pro tvorbu televizní produkce studia 20th Century Fox. Při restrukturalizaci studia v roce 1994 připadla produkce zpět společnosti 20th Century Fox Television a samotná firma 20th Television začala zabývat distribucí natočených pořadů, kterou se zabývala do roku 2020